# Thomas Ferrand
Thomas Ferrand es un deportista francés que compite en vela en la clase Tornado.
Ganó tres medallas en el Campeonato Mundial de Tornado entre los años 2022 y 2024, y dos medallas en el Campeonato Europeo de Tornado, en los años 2023 y 2024.

## Palmarés internacional
| Campeonato Mundial | Campeonato Mundial        | Campeonato Mundial | Campeonato Mundial |
| Año                | Lugar                     | Medalla            | Clase              |
| ------------------ | ------------------------- | ------------------ | ------------------ |
| 2022               | La Grande-Motte (Francia) | Medalla de plata   | Tornado            |
| 2023               | Dervio (Italia)           | Medalla de oro     | Tornado            |
| 2024               | Rímini (Italia)           | Medalla de bronce  | Tornado            |
| Campeonato Europeo |                           |                    |                    |
| Año                | Lugar                     | Medalla            | Clase              |
| 2023               | Lago Achen (Austria)      | Medalla de oro     | Tornado            |
| 2024               | Quiberon (Francia)        | Medalla de oro     | Tornado            |